# Chlorogenia pallidimaculata
Chlorogenia pallidimaculata là một loài bướm đêm thuộc phân họ Arctiinae, họ Erebidae.